# Belarus fotbollsfederation
Belarus fotbollsfederation (belarusiska: Беларуская Федэрацыя Футбола) ordnar med den organiserade fotbollen i Belarus. Man ansvarar bland annat för Belarusiska Vyssjaja Liga i fotboll, Belarus herrlandslag i fotboll samt Belarus damlandslag i fotboll. Huvudkontoret finns i Minsk.